# Ahveniston maauimala
Das Ahvenisto maauimala ist ein Schwimmbad in Hämeenlinna.
Das Bad wurde für die Olympischen Sommerspiele 1952 in Helsinki gebaut und vom angrenzenden See gespeist. Während der Spiele war das Bad Austragungsort des Schwimmens im Modernen Fünfkampf.
1985 wurde das Bad wegen Wassermangels und gesetzlicher Defizite stillgelegt. Es folgten einige Debatten über die Zukunft des Bades. 1995 wurde das Bad zum Schutzgebiet erklärt.
Mit Genehmigung der Umweltbehörde wurde das Schwimmbad für wenige Wettkämpfe immer wieder mit Wasser aus dem angrenzenden See gefüllt, war jedoch kein öffentliches Bad mehr.
Nachdem Sportminister Paavo Arhinmäki 2012 versprach, dass der Staat sich an der Renovierung des Schwimmbades beteiligen werde, begannen 2013 die Renovierungsarbeiten, sodass das Bad am 26. Juli 2014 wieder für die Öffentlichkeit zugänglich wurde.